# Jack van Poll
Jack van Poll (* 29. November 1934 in Roosendaal, Provinz Nordbrabant; † 4. Dezember 2022 in Antwerpen) war ein niederländischer Jazzmusiker (Pianist, auch Tenorsaxophonist, Arrangeur und Komponist), ferner Clubbesitzer und Musikproduzent.

## Leben und Wirken
Van Poll fing mit vier Jahren an Klavier zu spielen; nach Kriegsende begann er sich – beeinflusst von V-Discs und den Radiosendungen des amerikanischen Soldatensenders AFN – für Bebop zu interessieren. Bereits 1946 trat er mit seinem Trio The Rose Valley’s bei einem Jazz-Wettbewerb in Amsterdam auf. Als Autodidakt wendete er sich zunächst dem Sopransaxophon zu; zunächst war Sidney Bechet sein Vorbild. Er studierte an der Werkkunstschule in Wuppertal. Auf dem Tenorsaxophon wendete er sich dem Cool Jazz zu. Bekannt wurde er als Pianist im Stil von Oscar Peterson und begleitete in den 1950er Jahren in Holland und Belgien gastierende Amerikaner wie Don Byas, Ben Webster, Johnny Griffin, Clark Terry, Tony Scott, Ted Curson oder Buddy DeFranco. Als Tenorsaxophonist war er Mitglied im Horst Richter Sextett, das 1956 auf dem Düsseldorfer Amateurfestival auftrat. Im gleichen Jahr spielte er als Pianist (neben Ingfried Hoffmann, Horst Jankowski und Klaus Doldinger) das Album Piano Profiles ein. Danach tourte er mehrfach durch Westdeutschland. Beim Düsseldorfer Festival, das jährlich als Wettbewerb von der Deutschen Jazz Föderation ausgerichtet wurde, erhielt er 1962 den ersten Preis und sein Tree-oh (mit Schlagzeuger Dieter Flimm) wurde (ebenso wie im Folgejahr) als „bestes Orchester im modernen Stil“ ausgezeichnet. Ende der 1960er Jahre und Anfang der 1970er leitete er ein Trio (mit Mary Hehuat und Ruud Pronk, später John Engels), mit dem er mehrere Alben einspielte. Auch holte ihn Etienne Verschueren 1970 zu Aufnahmen mit dem BRT Radio Jazz Orkest, die als Album veröffentlicht wurden (Injacktion). Ende der 1970er Jahre gründete er in Antwerpen seinen eigenen September Jazz Club; 1984 das Label September Jazz Records. 1985 tourte er mit der Lionel Hampton Band und gastierte als Begleitmusiker von Dee Dee Bridgewater erstmals in New York City.  In den 1980er Jahren bildeten auf seinen Einspielungen Hein van de Geyn und Dré Pallemaerts bzw. Red Mitchell und Ed Thigpen die Rhythmusgruppe. Auch begleitete er mit seinem Trio zahlreiche Sänger wie Leddy Wessel, Dee Daniels, Lils Mackintosh, Deborah Brown, Mark Murphy oder David Linx auf deren Einspielungen. Er arbeitete zudem mit Jan Verwey, Spike Robinson und Stacy Rowles. Neben seinen Aktivitäten als Musiker, Komponist und Songtexter hatte er ein eigenes Radioprogramm und schreibt für das flämische Jazzmagazin Jazz Mozaiek. Mit seiner Frau Trudy lebte er ab 1995 bei Kapstadt, wo er mit Winston Mankunku und Judith Sepuma auftrat, ab 2003 in Belgien.

## Diskographische Hinweise
- Hijackin'  (Decca Records, 1969; mit Mary Hehuat, Ruud Pronk)
- Cat's Groove (September Records, 1988; mit Red Mitchell, Ed Thigpen sowie Philip Catherine)
- Just Friends (Live at the Crypt) (September Records, 2014; mit Hein van de Geyn)